# 이건완
이건완(李建完, 1962년 ~ )은 대한민국의 전 군인이자 현재 국방과학연구소장이다.

## 학력
- 경북 구미 금오공업고등학교[1]
- 공군사관학교 32기(1984년)
- 공군방공포병학교

## 경력
- 합동참모본부 작전3처장[3]
- 제11전투비행단장[3]
- 공군북부 전투사령관
- 공군본부 인사참모부장
- 공군사관학교장
- 공군참모차장
- 공군작전사령부 사령관
- 대한민국 예비역 장성모임 성우회 정책자문위원
- 청주대학교 항공운항학과 교수
- 대통령직속위원회 국방혁신위원회 위원
- 한국군사학회 부회장
- 국방과학연구소장